# ترانه کارلی
ترانهٔ کارلی (به انگلیسی: Carly's Song)، آهنگی خلق‌شده به وسیلهٔ پروژهٔ موسیقی انیگما و محصول سال ۱۹۹۳ (میلادی) می‌باشد. این آهنگ در موسیقی متن فیلم سینمایی اسلیور قرار گرفت. در این ترانه، از نمونه‌هایی از نغمه‌سرای موسیقی قومی (folk) مغولی، نوروبنزاد استفاده شده است.

## فهرست آهنگ‌ها
- «ترانهٔ کارلی» - مدت: ۳:۴۷
- «ترانهٔ کارلی (نسخهٔ Jam & Spoon)» - مدت: ۶:۳۱
- «تنهایی کارلی» - مدت: ۳:۱۱
- «ترانهٔ کارلی (Instrumental)» - مدت: ۴:۰۰

صفحهٔ گرامافون ۱۲ اینچی تک‌آهنگ